# Botew
Botew (bułg. връх Ботев) – szczyt w Bułgarii o wysokości 2376 metrów n.p.m., najwyższy szczyt Starej Płaniny, dawniej znany pod turecką nazwą Jumrukczał (bułg. Юмрукчал, tur. Yumrukçal – „podobny do pięści”). Obecną nazwę nadano w 1950 ku czci narodowego poety Christo Botewa. Szczyt leży kilka kilometrów na północny wschód od Karłowa i bezpośrednio na północ od Doliny Róż (słynnej z produkcji olejku różanego).  
Botew położony jest na terenie Parku Narodowego Bałkanów Środkowych. Średnia temperatura –8,9 °C w styczniu i 7,9 °C w lipcu. Na szczycie zlokalizowana jest stacja meteorologiczna i maszt radiowy.